# Zorro-olho-grande
O zorro-olho-grande ou zorro-de-olhos-grandes (Alopias superciliosus) é uma espécie de tubarão pertencente à ordem dos Lamniformes, com distribuição circunglobal em regiões tropicais e temperadas, em profundidades que vão desde a superfície até 700 metros. 
Os seus nomes comuns são raposo-de-olhos-grandes, tubarão-raposo-olhudo ou zorro-de-olhos-grandes.
A autoridade científica da espécie é Lowe, tendo sido descrita no ano de 1841.

## Descrição
Trata-se de uma espécie marinha. Pode atingir no máximo 4,80 m de comprimento, mas tem tamanho médio de 3,50 m. com base de indivíduos de sexo indeterminado, e até aproximadamente 364 kg. Pode viver até 20 anos de idade.

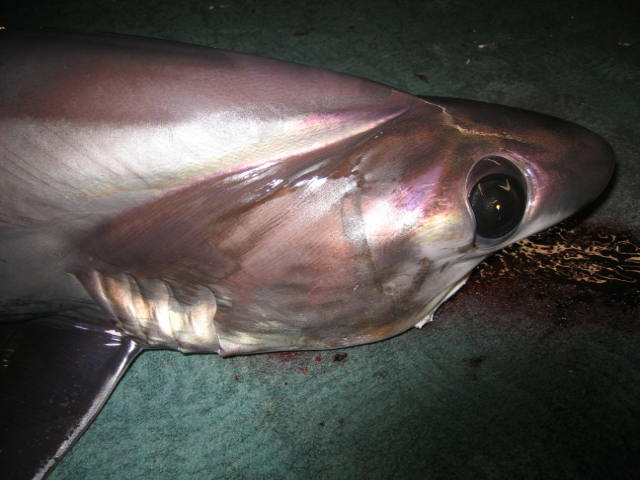
Cabeça do A. superciliosus

Uma de suas principais características, além do lobo superior da nadadeira caudal com comprimento semelhante ao resto do corpo característico dos tubarões-raposa, é a presença de grandes olhos em jovens e adultos.
Essas estruturas estendem-se para a superfície dorsal da cabeça, proporcionando um campo de visão vertical e binocular, diferente dos outros tubarões-raposa. Essas alterações os ajudam a capturar a presa por baixo, utilizando sua cauda.

## Ecologia

### Distribuição
As três espécies da família Alopiidae ocupam profundidades e habitats semelhantes, porém, dados de latitude e profundidade mostram que o Alopias superciliosus habita águas mais frias e profundas.
Ocorre em águas costeiras sobre plataformas continentais, às vezes perto da costa em águas rasas e em alto mar, longe da terra, sendo observados em locais de 0 a 955 metros de profundidade, mas mais frequente em torno de 100 metros.
É uma espécie presente em todos os continentes, considerada espécie nativa de 24 países da África, 18 países das Américas (incluindo Brasil), 11 países da Ásia, 7 países da Europa (incluindo Portugal) e 6 países da Oceania.

### Alimentação
O A. superciliosus se alimenta de peixes pelágicos, incluindo peixes alepisaurídeos (Alepisaurus spp.), clupeídeos (sardinhas), scombrídeos, pequenos peixes de bico, merlucídeos e lulas.

### Reprodução
Essa espécie é de organismos ovovivíparos, e os embriões se alimentam do saco vitelino e de outros óvulos produzidos pela mãe. Cada ninhada tem um número médio de dois filhotes, com um período de gestação de 12 meses.

## Conservação
De acordo com a IUCN, a espécie está atualmente vulnerável. Entretanto, estudos estudaram a vulnerabilidade da espécie a fatores específicos, e se estabeleceu que A. superciliosus foi avaliada como extremamente vulnerável à pesca e muito vulnerável às mudanças climáticas.
A espécie é considerada inofensiva a humanos.

### Pesca
É capturado pela pesca de espinhel na Rússia, Japão, China, Espanha, Estados Unidos, Brasil, Uruguai, México e provavelmente também em outros países. Muitas vezes esses tubarões são encontrados presos no espinhel pela cauda, o que também sugere que utilize sua longa cauda para atordoar sua presa. Sua carne é utilizada fresca, defumada ou salgada para consumo humano, porém não possui alto valor comercial; o óleo de seu fígado é processado para obtenção de vitamina A, sua pele é utilizada como couro e as nadadeiras são usadas como ingrediente de sopas em alguns países. 
A espécie é frequentemente capturada acidentalmente pela pesca de espinhel em toda a costa Brasileira e apresenta um potencial reprodutivo limitado, o que a torna vulnerável a sobrepesca.